# 天生街道
天生街道，是中华人民共和国重庆市北碚区下辖的一个乡镇级行政单位。

## 行政区划
天生街道下辖以下地区：
新星路社区、西南大学北社区、天生桥社区、西南大学南社区、碚峡路社区、龙溪路社区、荷花池社区、奔月路社区和泉外园社区。